# Narte Velikonja
Narte Velikonja, slovenski pisatelj in kulturni delavec, * 8. junij 1891, Predmeja, † 25. junij 1945, Ljubljana.

## Življenjepis
Pravo ime mu je bilo Leonard. Rodil se je očetu gozdnemu pazniku Ignaciju in materi Mariji (rojena Beuk).
Kot fant je sprva razmišljal o duhovništvu, a se je kasneje odločil za pravo. Študiral je na Dunaju, bil nekaj časa v vojski in 1918 diplomiral. Poročil se je z nečakinjo tedanjega ljubljanskega škofa Jegliča. Imela sta 13 otrok. Opravljal je različna dela v pokrajinski in banovinski upravi v Ljubljani. Med drugo svetovno vojno je delal pri Zimski pomoči; bil je tudi glavni pobudnik in eden od urednikov Zbornika Zimske pomoči, ki je bil namenjen pomoči ljubljanskim beguncem pred partizani. Ostro je nastopal proti komunističnemu nasilju med vojno. Maja 1945 je bil kot ožji sodelavec Leona Rupnika in vodja propagande proti NOV/partizanstvu (prim. brošuro Malikovanje zločina, 1944) aretiran, pred izrednim vojaškim sodiščem v Ljubljani 23. junija 1945 obsojen na smrt in dva dni pozneje ustreljen. Njegovo književno delo je bilo v javnosti prepovedano, prav tako se ne ve, kje je pokopan. Po vojni sta dve njegovi knjigi izšli v Buenos Airesu, po 1991 pa so ga ponatisnili tudi v Sloveniji.

## Delo
Narte Velikonja se je začel pojavljati v književnosti kot pesnik, pozneje pa se je razvil v pripovednika modernega realizma. Snov je zajemal predvsem iz rodnega okolja na obrobju Trnovskega gozda. Z jasnimi potezami je slikal kmeta, bajtarja in delavca v boju za preživetje težavnih gospodarskih in političnih razmer, zajemal prvinskost kmečkega življenja in se osredotočal na psihološko doživljanje posameznika. Razmere pod Italijansko oblastjo je opisal v povesti V Smrlinju (Mladika, 1921). Zgodnje novele je objavil v zbirkah Sirote in Otroci. Naklonjenost bralcev si je pridobil zlasti s povestjo Višarska polena; izšla je v zbirki Mohorjeve družbe Slovenske večernice, vendar je močno presegala tradicionalne okvire te zvrsti. Med njegova najpomembnejša besedila sodi povest Besede; v njej se je močno približal ruralizmu na Slovenskem. V knjigi Naš pes je zbral vesele zgodbe iz svojega otroštva. V zadnjem obdobju je pisal, deloma po lastnih izkušnjah, tudi novele o bolnih. Humoristične zgodbice je zbral v knjigah Pod drobnogledom in Zbiralna leča. Za gledališče je napisal nekaj ljudskih dram (Suženj, DiS, 1916; Tabor, Mladika, 1940).

### Proza
- Albanska špijonka, povest, pod psevdonimom Ovca (skupaj z Izidorjem Cankarjem),  1917.
- Višarska polena, povest, (COBISS)
- Sirote, novele, (COBISS)
- Otroci, novele, (COBISS)
- Naš pes, spomini na mladost, (COBISS)
- Besede, povest, (COBISS)
- Pod drobnogledom, šaljive zgodbe, (COBISS)
- Zbiralna leča, šaljive zgodbe, (COBISS)
- 3 x 88 anekdot, Ljubljana: J. Žužek, 1943. (COBISS)
- 888/3 anekdot, (COBISS)
- Malikovanje zločina, (COBISS), PDF[mrtva povezava]
- Ljudje, izbor kratkih pripovedi, (COBISS)
- Zanke, izbor kratkih pripovedi, (COBISS)
- Ljudje in zanke, (COBISS)
- Humoreske in satire,(COBISS)

### Dramatika
- Suženj, (DiS, 1916).
- Tabor, (Mladika, 1940).
- Župan, v rokopisu.
- Njiva, v rokopisu.

## O njem
- Tine Debeljak: Spomin na Narteja Velikonjo.(COBISS)
- Ana Koblar-Horetzky: Narte Velikonja in France Koblar. (COBISS)
- Helga Glušič: Pripovedi Narteja Velikonje. (COBISS)
- Alenka Puhar: Narte Velikonja - Prostor za moža iz zanke. (COBISS)
- Boris Mlakar: Tragično srečanje z revolucijo: primer Narteja Velikonje. (COBISS)